# Rosa Solbes López
Rosa María Solbes López (Alacant, 1950) és una periodista valenciana, primera directora de Ràdio 9, expresidenta de la Unió de Periodistes Valencians, membre del Consell d'Administració de Radiotelevisió Valenciana (RTVV), vicepresidenta de Valencians pel Canvi i destacada activista feminista.
Comença en el periodisme als quinze anys amb Lucentum, la revista de l'Institut Jorge Juan, on ella estudiava. El fet li va valdre que una agència de notícies estatal la batejara com la directora més jove d'Espanya, i el director d'Información, Félix Morales, va convidar la redacció de Lucentum a visitar el seu diari, tot oferint-les una secció juvenil. En aquell periòdic va escriure la necrològica de Martin Luther King.
En 1968 ingressa a l'escola de periodisme de l'Església de València, fent les pràctiques al periòdic alacantí Primera Pàgina, dirigit aleshores per JJ Pérez Benlloch. En 1970 li renoven i apugen el sou, per a establir-se a València poc després. Allà entraria al grup de teatre Gorgo, i en 1973, Jota Jota Pérez Benlloch la fitxa per al setmanari La Marina. Continuaria a Ciudad de Benidorm, i faria una substitució a La Verdad.
Rosa Solbes es va establir a València en 1974 per treballar com a redactora del setmanari econòmic Valencia Fruits, que va compaginar amb la corresponsalia de La Verdad i col·laboracions en Ya i Reporter. Va dirigir el setmanari progressista Dos i Dos; posteriorment, ja en la dècada dels 80, fou cap de reportatges de Valencia Semanal, colaboradora de Cal Dir i Saó, delegada de La Calle, Interviu, El Periódico de Catalunya i Tiempo. Els anys 1980, 1981 i 1982 va ser la responsable d'informació política, reportatges, suplements i local (successivament) de Diario de Valencia. Des de 1983 al 1986, va treballar com a cap de programes de Radiocadena, i a continuació redactora-presentadora d'informatius en la desconnexió valenciana de TVE. En ambdós mitjans va dirigir i va presentar durant anys els primers programes amb temàtica feminista: Entre nosotras i La otra mitad.
L'any 1989 fou la primera directora de Ràdio 9. Posteriorment va ocupar el càrrec de cap de premsa de la Conselleria de Cultura. Els últims anys ha estat redactora i editora d'informatius del centre territorial de TVE i columnista habitual de El País. Una part important dels seus articles ha estat analitzada en la tesis doctoral de Manuel Peris Vidal "La violencia machista en las columnas del diario El País. Discursos literarios y periodísticos en la obra de Luisa Etxenique y Rosa Solbes (2001-2010)".
Ha escrit diversos llibres sobre l'actualitat, com autora i coautora, un d'ells sobre les dones i el poder polític (‘Dones valencianes, entre el voler i el poder'). També és autora de ‘Matilde Salvador. Converses amb una escriptora apassionada' (Tàndem). Un altre llibre es titula 'María Cambrils, el despertar del feminismo socialista'. Aquesta obra està realitzada amb col·laboració amb la historiadora Ana Aguado i l'arxiver Joan Manuel Almela. El pròleg és de Carmen Alborch. La seua darrera obra és "Trets, Imatges de la Transició valenciana", amb el fotoreporter Josep Vicent Rodríguez. Editada per la Institució Alfons el Magnànim, ofereix 500 imatges captades per Rodríguez .en els anys 70 i 80 i contextualitzades per textos de Rosa Solbes
Ha format part de les directives de diferents associacions cíviques i ha presidit la Unió de Periodistes Valencians. Ha sigut vicepresidenta de Valencians pel Canvi fins a la seua dissolució, i membre del Consell Assessor de la Unitat d'Igualtat de la Universitat de València i del Consell de Cultura d'UGT del País Valencià.
En 2013 va rebre el Premi Vicent Ventura per la seua trajectòria cívica en defensa de la dignitat del poble valencià. Forma part, entre d'altres xarxes estatals i internacionals, del grup de periodistes feministes valencianes "Les Beatrius", i també de Gamag-Europe, l' Aliança Global de Mitjans i Gènere emanada de la Unesco.